# Naszreddin hodzsa meséi
A Naszreddin hodzsa meséi magyar animációs sorozat. Rendezője Gerdelics Miklós. A mesemondó Berecz András. A sorozat a KEDD Animációs Stúdió műhelyében készült 2020-ban. A humoros történetek főszereplője Naszreddin, a bolondos bölcs, aki nevettetve adja át a nézőknek az élet nagy igazságait. 

### Történet
Az 52 epizódból álló sorozat egy 13. században élt közel-keleti bölcs, Naszreddin hodzsa történeteit dolgozza fel, aki legendás eszével vált a török humor jelképévé. Rendezője és írója, Gerdelics Miklós Kúnos Ignác turkológus A török hodzsa tréfái című gyűjteményét vette alapul, modern köntösbe öltöztetve a klasszikus török meséket. Az 1,5-2 perces történetek időtálló, univerzális üzenetet közvetítenek: a bolondos mester az abszurd humor nemzetközi nyelvén tanít a fortélyos gondolkodásra, szokásaink újraértelmezésére, ezáltal a keleti és a nyugati közönséget is megszólítja.
„Az élelmes gondolkodás a magyar és a török mesehagyománynak is fontos eleme” – nyilatkozta Gerdelics Miklós rendező.
A humoros attitűdnek köszönhetően az epizódok önmagukban, háttértudás nélkül is működnek, így a gyermekek és a felnőttek számára is egyaránt szórakoztatóak. A meg nem nevezett karakterek és helységnevek valamint a modernkori gegek által bárki könnyedén azonosulhat a szereplőkkel, a legelső epizódban például a hodzsa meghódítja a közösségi médiát, máskor repülőgéppel ered egy sas nyomába.

### Szereplők
A főszereplő, Naszreddin hodzsa egyszerre bölcs és bolondos, akit az élet szeretete és élvezete vezérel: mindene a gyermekien őszinte kíváncsiság és a túlzott komolyságot megkérdőjelező tréfa. Gyermeki magatartására ugyanakkor rá is játszik, csavaros észjárását leplezve, amellyel a többi szereplőt és a nézőket is tanítja. Erre utal a sorozat szlogenje is: Bölcs bolondságok, bolond bölcsességek. 
A Naszreddin hodzsa meséinek több visszatérő mellékszereplője is van. A legtöbben a hodzsánál földhözragadtabbak, és próbálják őt átverni, de mindig bebizonyosodik, hogy nem a nyúl viszi a puskát. A legfontosabb visszatérő karakterek Naszreddin kissé házsártos felesége, aki anyaként gondoskodik kótyagos férjéről, a község dölyfös elöljárója, aki egyszerre barátja és feljebbvalója a hodzsának, vagy akár a kicsinyes, irigy szomszédja, akit hősünk mindig kicselez. A hodzsa egyetlen igaz cimborája híres, bolondos szamara, akinek hátán hátrafelé ülve vált világszerte ismert karakterré Naszreddin.

### Alkotók
A csattanós történetek rendezője Gerdelics Miklós, a KEDD Stúdió rendezője, akinek a Naszreddin hodzsa meséi az első karakteranimációja. A sorozat mesélője Berecz András mesemondó, aki már korábban is foglalkozott Naszreddin hodzsa tanmeséivel. „Naszreddin egy titokzatos figura, aki kevésbé kiszámítható, mint mondjuk Háry János vagy Csalóka Péter, hanem önmaga ellentéte is tud lenni. Néha az ember elbizonytalanodik, hogy ugyanaz a karakter-e. Az embereknek tetszik Naszreddin gondolkodása, szeretik, hogy előttük jár” – mondta a mesélő egy interjúban.
Animátorai Gerdelics Miklós és Fazakas Kinga, producere az Oscar-díjra jelölt M. Tóth Géza, zenéjét pedig a török Turku népzenekar szerezte.

### Megjelenés
A Naszreddin hodzsa meséi premierje 2020. szeptember 5-én volt a Veszprém-Balaton Filmpikniken. Az animációs sorozat első, 20 epizódból álló évada 2020. szeptember 15-én indult a Magyar Telekom Videótékájának műsorán, november 1-től pedig a Magyar Telekom Moziklub szolgáltatásában is elérhető.
A sorozat első előzetesét 2020. szeptember 25-én jelentette meg a KEDD Stúdió. A második trailer október 28-án került fel a stúdió YouTube-csatornájára. A KEDD Stúdió csatornáján a Naszreddin hodzsa meséi első, Az a bolondos szamár című epizódjának egy jelenetét is közzétette a videómegosztó oldalon, amelyben Berecz András hangja is hallható.
2021 januárja óta  az első húsz epizód elérhető a KEDD YouTube csatornáján.

### Epizódok
A sorozat első évada húsz epizódból áll. 
| S01E01: Az a bolondos szamár!   |
| S01E02: Világvégi lakoma        |
| S01E03: Mi áll a levélben?      |
| S01E04: Az agyafúrt macska!     |
| S01E05: Fügét vagy dinnyét?     |
| S01E06: Így hígul az étel       |
| S01E07: Bárányt csak röptében   |
| S01E08: Különös kísérlet        |
| S01E09: Halálos veszedelem      |
| S01E10: Micsoda vendégszeretet! |
| S01E11: Messzemenő félreértés   |
| S01E12: A találós kérdés        |
| S01E13: Az illat ára            |
| S01E14: A körmönfont közvetítő  |
| S01E15: Az első hó              |
| S01E16: A csökönyös csodaló     |
| S01E17: Azonnali kézbesítés     |
| S01E18: Osztozzunk a jutalmon!  |
| S01E19: A fürdő díja            |
| S01E20: A kölcsönszamár         |

A sorozat második évada jelenleg (2020/2021-ben) készül, az alkotók összesen 52 epizódot terveznek.